# L'Arcusgi
Le groupe L'Arcusgi est né en Corse dans la région de Bastia et de Lucciana en 1984.
L'arcusgi est le nom des petites arquebuses utilisées au XVIIIe siècle par l'armée de Pasquale Paoli, père de la Nation indépendante Corse. Ce nom a été choisi par le groupe pour montrer son attachement à une identité Corse.
L'Arcusgi est un groupe vocal et musical qui a débuté avec une guitare et quatre chanteurs. L'Arcusgi a évolué au fil des ans, s'est structuré et se compose actuellement de 5 musiciens et de 9 chanteurs. Ce nombre a été variable au fil des ans.
L'Arcusgi, qui se définit lui-même comme groupe « politico-culturel », milite depuis sa création pour la défense de la langue et la culture corse mais aussi pour manifester sa solidarité avec toutes les minorités opprimées et tous les peuples qui luttent pour leur émancipation et la reconquête de leurs droits nationaux.
En 1996, un de ses membres, Petrucciu Lorenzi, membre de l'exécutif du parti A Cuncolta Naziunalista, est assassiné lors d'un attentat à la voiture piégée sur le Vieux Port de Bastia, attribué au parti nationaliste corse rival, le MPA. C'est le dernier épisode de la guerre entre mouvements nationalistes rivaux Cuncolta-MPA (1993-1996). L'Arcusgi est toujours associée aux évènements du successeur d'a Cuncolta, le parti Nazione (ex-Corsica Libera) et participe chaque année aux Ghjurnate Internaziunale di Corti, un festival réunissant des indépendantistes du monde entier (kanaks, basques, catalans, sardes, guadeloupéens, guyanais, martiniquais entre autres) autour de débats, concerts, d'une foire artisanale dans la citadelle de Corte.